# Мерарг
Мерарг или Мейрарг (фр. Meyrargues) — коммуна на юго-востоке Франции в регионе Прованс — Альпы — Лазурный Берег, департамент Буш-дю-Рон, округ Экс-ан-Прованс, кантон Тре.
Площадь коммуны — 41,67 км², население — 3400 человек (2006) с тенденцией к росту: 3704 человека (2012), плотность населения — 88,9 чел/км².

## Население
Население коммуны в 2011 году составляло 3625 человек, а в 2012 году — 3704 человека.
| 1962 | 1968 | 1975 | 1982 | 1990 | 1999 | 2006 | 2011 | 2012 |
| ---- | ---- | ---- | ---- | ---- | ---- | ---- | ---- | ---- |
| 1525 | 2196 | 2222 | 2406 | 2814 | 3284 | 3400 | 3625 | 3704 |

Динамика населения:

## Экономика
В 2010 году из 2354 человек трудоспособного возраста (от 15 до 64 лет) 1780 были экономически активными, 574 — неактивными (показатель активности 75,6%, в 1999 году — 68,5%). Из 1780 активных трудоспособных жителей работали 1583 человека (846 мужчин и 737 женщин), 197 числились безработными (85 мужчин и 112 женщин). Среди 574 трудоспособных неактивных граждан 228 были учениками либо студентами, 171 — пенсионерами, а ещё 175 — были неактивны в силу других причин.
На протяжении 2010 года в коммуне числилось 1433 облагаемых налогом домохозяйства, в которых проживало 3627,5 человек. При этом медиана доходов составила 20 тысяч 896 евро на одного налогоплательщика.

## Известные горожане
- Жозеф д'Арбо  (1874—1950) — французский поэт и прозаик. Он был ведущей фигурой в провансальском возрождении, литературном движении девятнадцатого века.